# Вардарское наступление
Вардарское наступление (болг. Офанзива при Вардар) — наступательная операция Первой мировой войны с 15 по 29 сентября 1918 года, заключительный этап Балканской кампании.

## План операции
В июле 1918 года французское командование приняло решение о переходе в общее наступление. 3 августа оно было утверждено Высшим военным советом Антанты.
Армии Антанты на Балканах занимали фронт протяжением в 350 км. Он шел от залива Орфано на Эгейском море по труднодоступной горной местности и достигал района Валоны на Адриатическом море. Силы Салоникского фронта составляли 29 дивизий (8 французских, 4 английские, 6 сербских, 1 итальянская, 10 греческих) — всего 667 тыс. человек и 2070 орудий. В Албании действовал 16-й итальянский корпус (100 тыс. человек и 300 орудий), не подчиненный Салоникскому фронту.
Со стороны противника в полосе Салоникского фронта имелось 12 болгарских дивизий, сведенных в три армии (11-я «германская», 1-я и 2-я болгарские) — всего до 400 тыс. человек и 1138 орудий. Побережье Эгейского моря охраняла 4-я болгарская армия (одна пехотная и одна кавалерийская дивизии). В Албании к западу от оз. Охрида до Адриатического моря против итальянцев действовал 19-й австрийский корпус (две пехотные и одна кавалерийская дивизии).
Подготовка войск Салоникского фронта к общему наступлению началась в первых числах августа 1918 г. Командование фронта наметило прорвать позиции болгар в труднодоступном районе восточнее реки Черны силами шести сербских и двух французских дивизий. Второй удар планировалось нанести в районе Монастира силами четырех французских, одной итальянской и одной греческой дивизий. Английские войска в долине реки Вардар наступательными действиями должны были сковать противника. На правом крыле фронта (восточнее оз. Дойран) на четыре греческие дивизии возлагалась задача наблюдения за 2-й болгарской армией

## Начало наступления

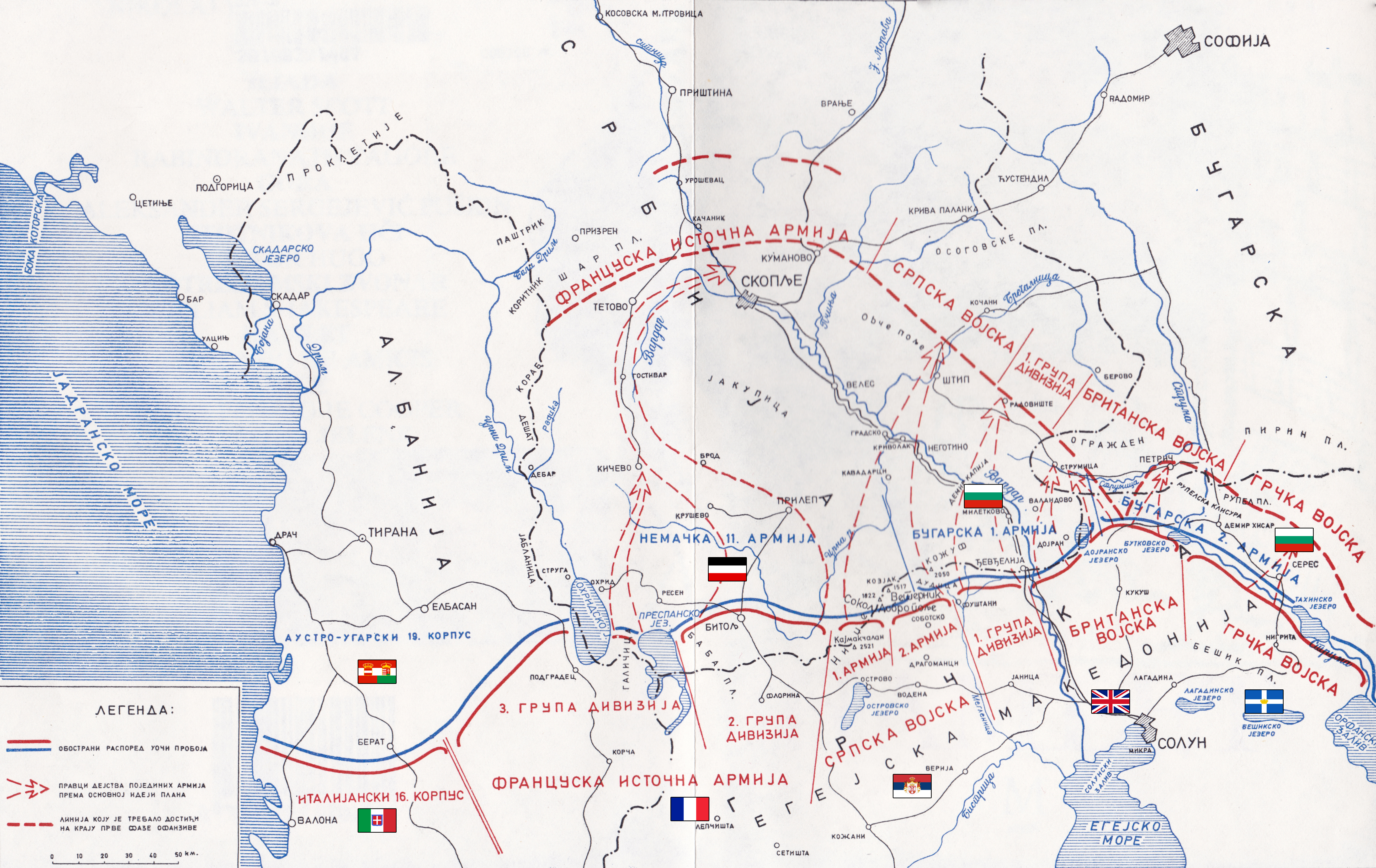
Вардарская операция. Сентябрь 1918 г.

15 сентября объединённые силы сербских, французских и греческих войск атаковали болгарские окопы в Добро Поле (современные территории Северной Македонии). Штурм и предшествовавшая артиллерийская подготовка оказали разрушительное воздействие на моральный дух болгар, что в конечном итоге привело к массовому дезертирству. К 18 сентября прорыв болгарского фронта достиг ширины в 25 км и глубины в 15 км. Это позволило союзникам организовать преследование, используя конницу и авиацию.
18 сентября второе соединение войск Антанты атаковало болгарские позиции в районе озера Дойран. Эффективно используя пулемётный и артиллерийский огонь, болгары сумели остановить наступление союзников на этом участке. Однако крушение фронта у Доброго поля вынудило болгар отступить из Дойрана. Союзники преследовали 11-ю немецкую и 1-ю болгарскую армию, углубляясь в Вардарскую Македонию. К 20 сентября прорыв был расширен до 45 км по фронту и на 40 км в глубину.
21 сентября сербы достигли р. Вардар у Криволака, нарушив связь между войсками 11-й и 2-й армий противника, вследствие чего 11-я армия начала отход. 22 сентября наступление охватило фронт шириной в 150 км от оз. Дойран до Монастира.
26 сентября сербские войска находились уже в районе Велеса. Правее англичане захватили Струмицу и продвигались на Софию — столицу Болгарии. На западе итальянцы заняли Крушево. За 10 дней продвижение в центре достигло 100 км в глубину.
Болгарский фронт был глубоко рассечен. К 29 сентября союзники захватили штаб противника в Скопье, поставив под угрозу остатки 11-й армии. 11-я армия, прижатая к труднопроходимому горному хребту, капитулировала. В плен сдались 77 тыс. солдат, 1600 офицеров, 5 генералов (четверть всей болгарской армии). Победителями было захвачено около 500 орудий, 10 000 лошадей, огромное количество оружия и продовольствия.

## Результаты

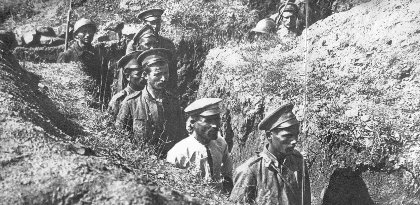
Болгарские военнопленные в сербских окопах

Разгром армий и Владайское восстание вынудило Болгарию спешить с подписанием перемирия (Салоникское перемирие) 29 сентября. Падение Болгарии изменило стратегическую ситуацию. В результате капитуляции Болгарии Антанта заняла выгодное положение на Балканах. Ее армии угрожали тылу германских войск в Румынии. Прерывалась связь между Центральными державами и Турцией. Создавались условия для вторжения в пределы Австро-Венгрии и удара по Германии с юга. Для этого выделялось 17 дивизий (сербских, французских и английских){572}. Их первейшей задачей являлся выход на р. Дунай у Белграда. Часть войск союзников направлялась по болгарским железным дорогам на Рущук, Систово для оказания помощи Румынии и вовлечения ее вновь в войну на стороне Антанты. Семь с половиной союзных пехотных дивизий предназначались для удара по Турции со стороны Балкан и захвата черноморских проливов. Шесть дивизий оставалось в резерве.
29 сентября 1918 года Верховное командование германской армии проинформировало кайзера Вильгельма II и имперского канцлера графа Георга фон Хертлинга, что военное положение для Германии безнадежно. Вильгельм II в своей телеграмме болгарскому царю Фердинанду I : «Позор! 62 000 сербов решили исход войны!» Тем временем, царь Болгарии Фердинанд отрёкся от престола.
Британская армия двинулась на восток, в сторону европейской части Османской империи, в то время как французские и сербские войска продолжили движение на север.